# Байгора (река)
Байгора́ — река в Верхнехавском районе Воронежской области, Добринском, Усманском и Грязинском районах Липецкой области. Длина 115 км. Площадь бассейна 1370 км².
Байгора — левый приток реки Матыры, в которую впадает в городе Грязи. Исток находится южнее села Верхняя Байгора.

## Притоки
- Дубрава
- Телелюй
- Матрёнка
- Усманка
- Мосоловка

## История
По реке Байгоре называется село в Грязинском районе Княжая Байгора и пристанционный посёлок Байгора.
В сельце Королёвщине, находившемся недалеко от впадения Байгоры в Матыру, родился П. И. Бартенев.
Сын Л. Д. Вяземского — Борис, построил в селе Княжая Байгора железобетонный мост через реку. Мост был открыт 10 ноября 1911 года через три с половиной месяца после начала строительства.
В 1970 году через Байгору по шоссе Грязи — Добринка построили мост.
В 1972 году на реке была построена плотина.